# NotiCampi
NotiCampi (conocido por la sigla NC!) fue un programa de televisión argentino, emitido por Telefe y producido por Kuarzo Endemol Argentina.
El programa fue conducido por Martín Campilongo (2016-2017). El programa empezó a emitirse el 9 de mayo de 2016 y fue emitido por última vez el 21 de noviembre de 2017, debido a que el programa fue cancelado por causas desconocidas.
Durante el programa parodia a personalidades actuales. El hilo conductor del programa es una parodia de noticiero por el que pasan los personajes.

## Argumento
Martín Campilongo personifica a Wilson Sampalonga conductor del noticiero y a otros personajes. Trata temas de actualidad de forma ingeniosa con invitados y móviles en vivo.

## Personajes
Todos los personajes son una parodia o caricatura de las figuras de la farándula o los medios actuales, y en general aparecen con un nombre diferente al real:
| Antonio              | Antonio Gasalla         | Actor, humorista, autor y director teatral                |
| Axel Kukurucho       | Axel Kuschevatzky       | Periodista de cine, guionista y productor cinematográfico |
| Eduardo F            | Eduardo Feinmann        | Periodista                                                |
| El Diego             | Diego Armando Maradona  | Exjugador de fútbol                                       |
| Enrique              | Enrique Pinti           | Actor, humorista, dramaturgo y escritor                   |
| Francisco            | Papa Francisco          | Actual papa de la Iglesia católica                        |
| Graciela Tamaño      | Graciela Camaño         | Diputada Nacional.                                        |
| Guillermo Moderno    | Guillermo Moreno        | Ex Secretario de Comercio                                 |
| Horacio Paganini     | Horacio Pagani          | Periodista deportivo                                      |
| Jorge Achís          | Jorge Asís              | Periodista y escritor                                     |
| José Ottavex         | José Ottavis            | Dirigente político                                        |
| Julio Barba          | Julio Bárbaro           | Referente político y escritor                             |
| Margarita Stublazer  | Margarita Stolbizer     | Diputada Nacional                                         |
| Miguel Rumano        | Miguel Romano           | Estilista de celebridades                                 |
| Roberto Pizza        | Roberto Piazza          | Diseñador de modas                                        |
| Rubertito Funes Mori | Roberto Funes           | Periodista                                                |
| Ale Sergi            | Ale Sergi               | cantante de Miranda!                                      |
| Caruso Lombardo      | Ricardo Caruso Lombardi | Técnico de fútbol                                         |
| Dilma                | Dilma Rousseff          | expresidenta de Brasil                                    |
| Donald Trump         | Donald Trump            | Presidente de Estados Unidos                              |
| El Pepe              | Pepe Mujica             | expresidente de Uruguay                                   |
| Antonio Raje         | Antonio Laje            | Periodista                                                |
| Rulerito             | Riverito                | Animador y Conductor                                      |
| Catalina Droopy      | Catalina Dlugi          | Periodista                                                |
| Navarro              | Roberto Navarro         | Periodista                                                |
| Baby Etchecopar      | Baby Etchecopar         | Periodista                                                |
| Daniel               | Daniel Scioli           | Político                                                  |
| Dra.A-Polo.          | Ana María Polo          | Periodista-Abogada                                        |
| Kim Ian              | Kim Jong-un             | Político                                                  |

## Audiencia
La primera temporada de NotiCampi constó de 153 emisiones, de las cuales 79 formaron parte del prime time del canal, emitiéndose a las 21:20 horas. Las restantes 74, se emitieron a partir del 5 de septiembre a la medianoche, tras la emisión de Moisés y los diez mandamientos. En cuanto audiencia, dicha temporada promedió 10.5 puntos de índice de audiencia, obteniendo la marca más alta el día del debut, el 9 de mayo de 2016, con 17.5 puntos. Por otro lado, la media más baja fue el 16 de diciembre, día del final de la primera temporada con 5.1 puntos.

## Temporadas
| Temporada | Temporada         | Programas | Estreno            | Final                   | Promedio índice de audiencia | Canal        |
| --------- | ----------------- | --------- | ------------------ | ----------------------- | ---------------------------- | ------------ |
|           | Primera Temporada | 153       | 9 de mayo de 2016  | 16 de diciembre de 2016 | —                            | Telefe       |
|           | Segunda temporada | 116       | 16 de mayo de 2017 | 21 de noviembre de 2017 |                              | Telefe - KZO |

## Premios y nominaciones

### Premios Tato
| Año  | Fecha de la ceremonia  | Categoría                    | Nominados         | Resultado | Ref.  |
| ---- | ---------------------- | ---------------------------- | ----------------- | --------- | ----- |
| 2016 | 2 de diciembre de 2016 | Programa de humor            | NotiCampi         | Nominado  | [ 2 ] |
| 2016 | 2 de diciembre de 2016 | Labor cómica                 | Martín Campilongo | Nominado  | [ 2 ] |
| 2017 | 18 de junio de 2017    | Humorístico de la actualidad | NotiCampi         | Ganador   | [ 3 ] |